# Trpanj
Trpanj je općina u Hrvatskoj. Nalazi se u Dubrovačko-neretvanskoj županiji.

## Općinska naselja
Trpanjska općina obuhvaća 4 naselja (stanje 2006.), to su: Donja Vrućica, Duba Pelješka, Gornja Vrućica i Trpanj.

## Zemljopis
Područje Trpnja ima sve osobine sredozemne klime s klimatskim razlikama koje su posljedica postojanja visoke planinske zapreke neposredno uz obalu, niza otoka i povremenih kontinentalnih utjecaja.

## Stanovništvo
Prema popisu stanovništva iz 2001. godine, općina Trpanj ima 871 stanovnika, a samo naselje 707.
| broj stanovnika | 1427  | 1450  | 1474  | 1476  | 1318  | 1275  | 1305  | 1281  | 1115  | 1151  | 1203  | 1090  | 1047  | 871   | 871   | 721   | 683   |
|                 | 1857. | 1869. | 1880. | 1890. | 1900. | 1910. | 1921. | 1931. | 1948. | 1953. | 1961. | 1971. | 1981. | 1991. | 2001. | 2011. | 2021. |

| broj stanovnika | 696   | 723   | 769   | 748   | 717   | 649   | 645   | 649   | 582   | 612   | 652   | 623   | 676   | 660   | 707   | 598   | 594   |
|                 | 1857. | 1869. | 1880. | 1890. | 1900. | 1910. | 1921. | 1931. | 1948. | 1953. | 1961. | 1971. | 1981. | 1991. | 2001. | 2011. | 2021. |

## Povijest
Kontinuitet življenja na ovom prostoru možemo pratiti još od prapovijesti do danas.
Tako su na padinama brežuljka Gradine koji dominira pristaništem, nađeni primjerci prapovijesne keramike prostoručne izrade koji, uz tragove suhozidina, ukazuju da je tu bilo pretpovijesno naselje gradinskog tipa.
I na brežuljku sv. Roka nalazimo prapovijesne tragove na kojima je kasnije sazidana crkva.
Na trpanjskoj obali rimski osvajači zatekli su naselje ilirskih Plerejaca na padinama Gradine, a na vrhu tog brežuljka, u kasnoj antici, početkom VI. stoljeća, kada Goti vladaju rimskom pokrajinom Dalmacijom, Bizantski car Justinijan vodi borbu za ponovno osvajanje obale, te da bi osigurao pomorski put uz hrvatsku obalu podiže niz utvrda kao i trpanjsku Gradinu.
Trpanj je prednjačio u emancipiranju hrvatskog jezika u podijeljenoj hrvatskoj zemlji. U Kraljevini Dalmaciji, nakon što je uveden propis kojim je hrvatski postao službeni umjesto talijanskog, uveli su hrvatski kao isključivo jedini jezik kojim će se služiti u svim poslovima. Odluku su donijeli na prijedlog veletrgovca u Aleksandriji, inače svog mještanina, Ive Cibilića. Također su odlučili da će odbiti svakog klijenta, ako ne bude u trgovini komunicirao s njima hrvatski. Reakcija je izazvala bijes manjinskih autonomaša. U listu Il Dalmati satiričnom pjesmom pokudili su Trpanjce, nazvazvši ih mješancima latinske mazge i egipatske magarice (usporedi ime kluba "Faraon").

## Gospodarstvo
Turizam i poljodjelstvo.

## Poznate osobe
- Ivo Baća, hrv. liječnik, jedan od vodećih europskih kirurga
- Ena Begović, hrv. filmska i kazališna glumica
- Mia Begović, hrv. filmska i kazališna glumica
- Antun Ferri, hrv. liječnik[7]
- Juraj Ferri, hrv. političar i pravnik, hrv. preporoditelj
- Frano Glavina, hrv. povjesničar
- Stjepan Ilijić, hrv. književnik, učitelj u trpanjskoj osnovnoj školi[8]
- Šime Mihaljević, učitelj u trpanjskoj osnovnoj školi[8]

Poznate osobe koje su pohađale trpanjsku osnovnu školu bili su: znastvenici dr. Ivo Belin, dr. Frano Glavina, Martin Glavina, dr. Arijana Miljak, dr. Mladen Montana, dr.Stjepan Ivanišević, književnici Dinko Fabris i Nedjeljko Subotić, istaknuti liječnici dr. Ivo Baća, dr. Mato Begović, dr. Stijepo Benić, dr. Baldo Dragojević, dr. Rafo Ferri, dramski umjetnici Ena Begović, Mia Begović, Ivan Brkić, Ante Šoljak, te dr. Jure Ferri, Ivo Ferenca, Ivo Ivetta i drugi.

## Spomenici i znamenitosti
Trpanj, kao staro mjesto, u svojoj dugoj povijesti ima znamenitu kulturnu baštinu od kasnoantičke utvrde Gradine do crkava, kapelica i spomenika.
- Gradina
- crkva sv. Petra i Pavla
- crkva Gospe od Karmela
- crkvica sv. Antuna
- crkva sv. Roka
- crkva sv. Nikole
- kip Velike Gospe - Zvijezde Mora, postavljen na lukobran 1938.[10]

## Obrazovanje
- osnovna škola Trpanj

## Šport
- Nogometni Klub Faraon Osnovan je 1919. god.
- vaterpolski klub "Trpanj"

## Vanjske poveznice
|  | Zajednički poslužitelj ima još gradiva o temi Trpanj |

- Službena stranica
- Turistička zajednica Općine Trpanj